# Hé! Hé! (Ik heet André)
Hé! Hé! (Ik heet André) is de debuutsingle van André van Duin.
Het is een cover van What do ya say van Les Vandyke, een Brits liedjesschrijver van Grieks-Cypriotische komaf. Het origineel is in 1963 beroemd gemaakt door Chubby Checker. Die single verscheen op Cameo Parkway ook in Nederland. Omstreeks die tijd namen Jenny Arean en Jacco van Renesse het origineel op voor Philips Records. Zij werden begeleid door een orkest onder leiding van Jack Bulterman. Frans Kappie zorgde voor een lichtvoetige Nederlandse tekst voor André van Duin, ook begeleid door Jack Bulterman. Hij mocht het zingen in een televisieprogramma van Willeke en Willy Alberti, waarin ook Ronnie Tober zong.
De B-kant, Ik trek met m’n band door ’t hele land, was een liedje van Jack Bulterman zelf, wederom met een tekst van Frans Kappie.